# Operação Caça-Fantasmas
Operação Caça-Fantasmas foi uma operação policial brasileira deflagrada pela Polícia Federal, em 7 de julho de 2016, que representou a 32ª fase da Operação Lava Jato. A operação é um desdobramento da 22ª  fase da operação, batizada de Operação Triplo X.
O nome da operação "Caça-Fantasmas" tem como uma referência dentre outros aspectos, a um dos objetivos principais da investigação que foca na apuração da verdadeira extensão obscura da instituição bancária no Brasil, bem como a vasta clientela que utiliza de seus serviços e do escritório Mossack Fonseca para operações financeiras com características de ilicitude e de forma oculta, ou pode ser interpretado também como um trocadilho com o sobrenome do principal alvo da ação da PF, Edson Paulo Fanton, representante no Brasil do banco clandestino panamenho FPB. O sobrenome dele soa exatamente igual a "phantom", que vem a significar fantasma em inglês.
A investigação descobriu um serviço de “delivery da conta secreta” mantido por brasileiros, que atuavam numa agência clandestina do FPB Bank Inc, do Panamá. Os suspeitos buscavam, sem autorização do Banco Central do Brasil, clientes para abertura de contas nos paraísos fiscais e ofereciam o serviço de abertura de offshores, em parceria com o escritório panamenho da Mossack Fonseca, para ocultar a titularidade dos donos.

## Mandados judiciais
Foram cumpridos sete mandados de condução coercitiva e onze mandados de busca e apreensão.
- Edson Paulo Fanton;
- Edsel Okuhara;
- Elizabeth Costa Lima;
- Isidora Maria Solano Carmona;
- Carla Fabiana Giuseppe;
- Celina Daiub Pirondi;
- Marilene Alves Ferreira.